# Барбадосско-суринамские отношения
Барбадосско-суринамские отношения — дипломатические отношения, установленные обеими государствами 8 марта 1978 года. Постоянный посол как у Барбадоса, так и у Суринама отсутствует. Первый аккредитован в посольстве правительства последнего в Бриджтауне. Посольство же Суринама находится в столице Тринидада и Тобаго Порт-оф-Спейне.

## История
В 1650 году губернатор Барбадоса 5-й барон Парэм Фрэнсис Уиллоуби отправил на корабле поселенцев в Суринам с целью организации колонии. Вскоре Уиллоуби её посетил, желая поспособствовать её дальнейшему развитию. 27 февраля 1667 года нидерландцы-выходцы из провинции Зеландия под командованием Абрахама Крийнссена спустя трёхчасового штурма овладели фортом Уиллоуби, находившимся в распоряжении губернатора генерал-лейтенанта Уильяма Байема. Впоследствии форт Уиллоуби получил наименование Зеландия, а британская колония Уиллоубиленд — Суринам.
17 февраля 2005 года премьер-министр Барбадоса Оуэн Артур и президент Суринама Рональд Венетиан подписали «Соглашение об укреплении двусторонних отношений между правительством Барбадоса и правительством Республики Суринам».
В 2007 году, в связи с огромным значением природных благ, государства рассмотрели вопрос о перекрытии морских границ.
23 — 24 апреля 2009 года, по решению обоих правительств, в Парамарибо была сформирована смешанная комиссия с целью нормализации отношений между государствами и развития сотрудничества в различных сферах общественной жизни. В ходе второй встречи, произошедшей 3—4 марта 2011 года в местечке Довер на Барбадосе, обсуждению подверглось сотрудничество в области сельского хозяйства, торговли, капиталовложений и международного сообщения.
Барбадос импортирует в частности высококачественную суринамскую бункерную нефть, что благоприятно отражается на состоянии экономики государства.